# Kubasolitärtrast
Kubasolitärtrast (Myadestes elisabeth) är en fågel i familjen trastar inom ordningen tättingar.

## Utseende och läte
Kubasolitärtrasten är en medelstor tätting, med dämpat brun ovansida och mjukt grå undersida. På huvudet syns en tydlig ljus ögonring och ett mörkt mustaschstreck, på stjärten vita yttre stjärtpennor. Sången är en anmärkningsvärd varierande mix av ljudliga gälla ljud och flöjtande toner.

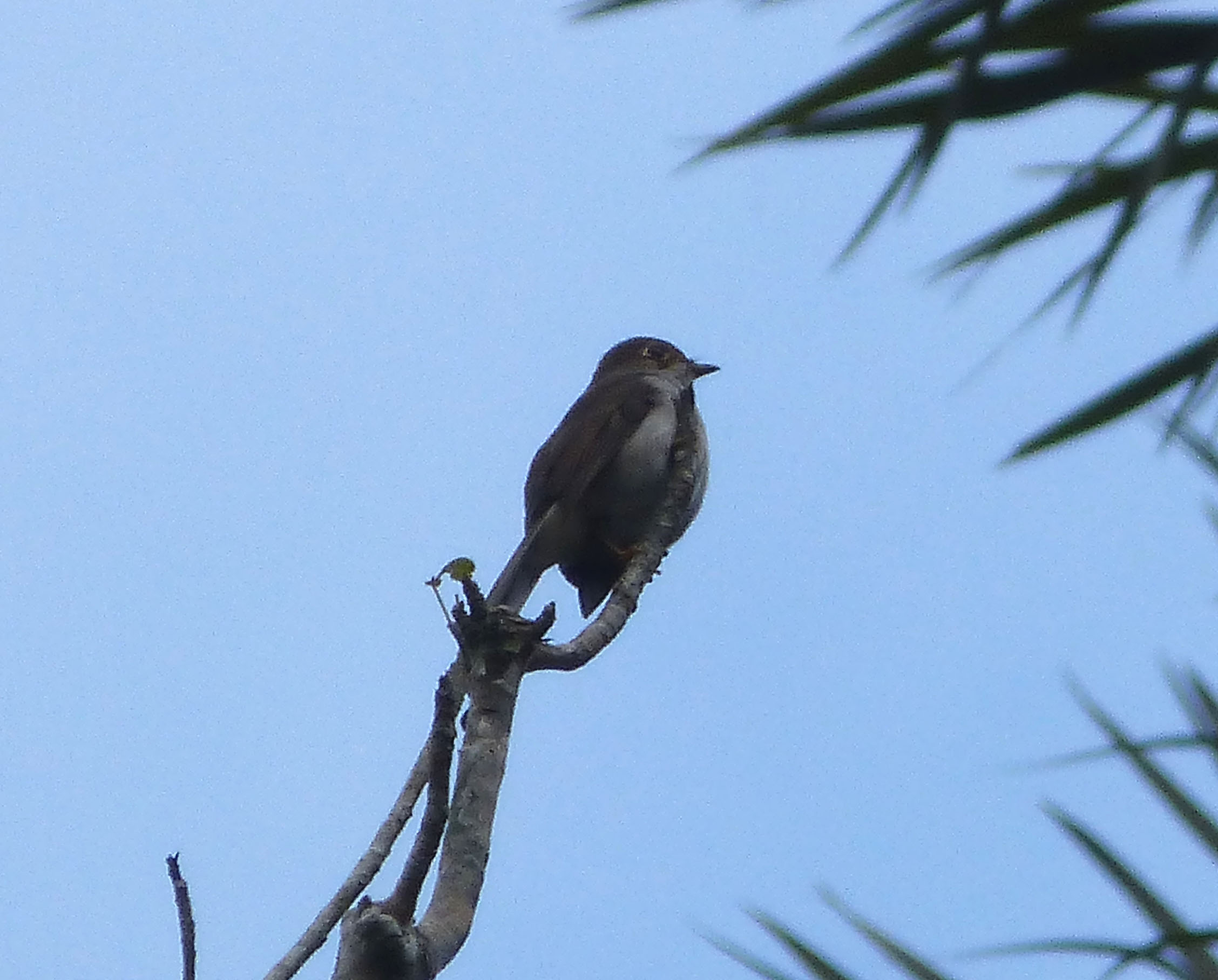

## Utbredning och systematik
Kubasolitärtrast delas in i två underarter med följande utbredning:
- Myadestes elisabeth elisabeth – förekommer lokalt i bergstrakter på Kuba
- Myadestes elisabeth retrusus – förekom tidigare på Isla de la Juventud utanför Kuba, numera utdöd

## Levnadssätt
Kubasolitärtrasten hittas i fuktiga skogar i bergstrakter. Där sitter den ofta still under långa stunder för att plötsligt göra utfall för att ta en frukt eller fånga en insekt i luften.

## Status
Kubasolitärtrasten har ett begränsat utbredningsområde och ett litet bestånd. Den tros dessutom minska i antal till följd av skogsavverkningar. IUCN kategoriserar arten som nära hotad.

## Namn
Fågelns vetenskapliga artnamn hedrar Isabella I av Kastilien (1451-1504).